# Callulops marmoratus
Callulops marmoratus är en groddjursart som beskrevs av Kraus och Allison 2003. Callulops marmoratus ingår i släktet Callulops och familjen Microhylidae. IUCN kategoriserar arten globalt som otillräckligt studerad. Inga underarter finns listade.